# Alnus acuminata
Alnus acuminata é uma espécie de árvore caducifólia da família Betulaceae. É encontrada em florestas montanas desde o centro do México até a Argentina.

## Descrição

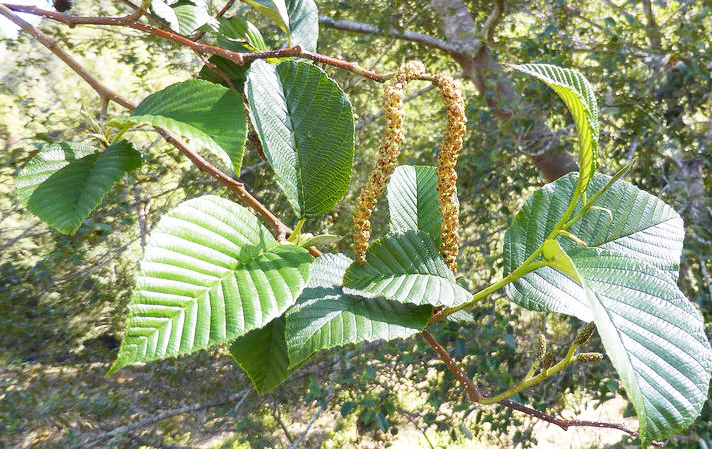
Folhas e inflorescências masculinas de Alnus acuminata

Alnus acuminata pode atingir até 25 metros (80 pé) de altura com um tronco reto de até 150 centímetros (60 pol) de espessura. A casca apresenta numerosas lenticelas amareladas. As folhas são simples, ovais, com margens serrilhadas. As inflorescências são amentos, com flores masculinas e femininas separadas na mesma árvore. As flores masculinas têm até 12 cm (5 pol) de comprimento e são pendentes, enquanto as flores femininas, menores, são verdes, eretas e lembram pequenos cones. Após a polinização pelo vento, as flores femininas desenvolvem frutos lenhosos, deiscentes, de cor marrom, com cerca de 2 cm (0,8 pol) de comprimento. Cada fruto contém de 80 a 100 sementes aladas, que são liberadas quando maduras, deixando as cápsulas secas na árvore.
Existem três subespécies: Alnus acuminata subsp. acuminata ocorre da Colômbia e Venezuela até o norte da Argentina; Alnus acuminata subsp. arguta (Schltdl.) Furlow ocorre do noroeste do México até o Panamá; e Alnus acuminata subsp. glabrata (Fernald) Furlow ocorre no centro e sul do México.

## Distribuição ehabitat
Alnus acuminata cresce em altitudes entre 1 500 e 3 200 metros (4 900 e 10 500 pé) nas cadeias montanhosas tropicais da América Central e do Sul, do México até o norte da Argentina. Cresce principalmente em áreas com 1000–3000 mm de precipitação anual, em encostas e vales. Tolera solos pobres e ácidos, mas prefere solos de silte ou silte arenoso. É uma árvore de crescimento rápido, espécie pioneira usada na proteção de bacias hidrográficas e pode ser utilizada para melhorar o solo, pois possui nódulos radiculares que fixam nitrogênio.
A. acuminata demonstra capacidade de prosperar em ambientes perturbados ou ecologicamente desafiadores. Sua adaptabilidade a solos inférteis é atribuída à sua habilidade de estabelecer relações tanto ectomicorrízicas quanto actinorrízicas. Reconhecida por seu crescimento rápido, esta espécie desempenha um papel crucial na fertilização do solo ao aumentar a matéria orgânica, os níveis de nitrogênio e a capacidade de troca de cátions.
Dadas as muitas vantagens que A. acuminata oferece, a espécie ganhou popularidade na agrofloresta. Agricultores com média de 130–161 árvores de Alnus por hectare observaram benefícios na captura de carbono, redução da erosão do solo e aumento da fertilidade do solo, de acordo com um estudo realizado no noroeste de Ruanda. Fornecer recursos necessários para o dia a dia na região, como lenha, madeira e estacas para feijoeiros, é outro benefício.

## Madeira
A madeira é de cor marrom-avermelhada clara a média, com granulação fina. É utilizada na construção de pontes e estacas, na fabricação de caixões, caixas, caixotes, móveis e compensado. Também é uma boa lenha, que queima de forma constante.

## Uso medicinal
Alnus acuminata tem sido usada tradicionalmente na medicina da América Central e do Sul para tratar inflamações agudas. Para avaliar a eficácia dessas alegações e verificar se a substância é segura e não tóxica, pesquisadores realizaram análises fenólicas. Verificou-se que a casca do caule contém triterpenoides e diarilheptanoides, indicando que possui propriedades anti-inflamatórias e é segura para ingestão.